# Sarlat-la-Canéda
Sarlat-la-Canéda je francouzské nové akvitánské město v departementu Dordogne, historické oblasti Périgord.
Sarlat je desetitisícové město s zrekonstruovaným středověkým jádrem a historií datovanou již do 9. století, kdy zde byl postaven benediktinský klášter. Mezi hlavní sarlatské architektonické památky patří katedrála Saint-Sacerdos (směs románské, gotické a barokní architektury), kuželovitá věž "Lanterne des Morts" z 12. století a místní hřbitov "Jardin des Enfeus".

## Geografie
Sousední obce: Vitrac, Saint-Vincent-le-Paluel, Marcillac-Saint-Quentin a Saint-André-d'Allas.
Městem protéká říčka Grande-Beune.

## Populace
Počet obyvatel

## Osobnosti města
- Étienne de La Boétie (1530 – 1563), spisovatel a básník
- Henry Sanfourche (1775 – 1841) byl plukovník francouzského císařství
- Gabriel Tarde (1843 – 1904), sociolog
- Claude Beylie (1932 – 2001), filmový kritik

## Partnerská města
- Gouda, Nizozemsko

## Galerie

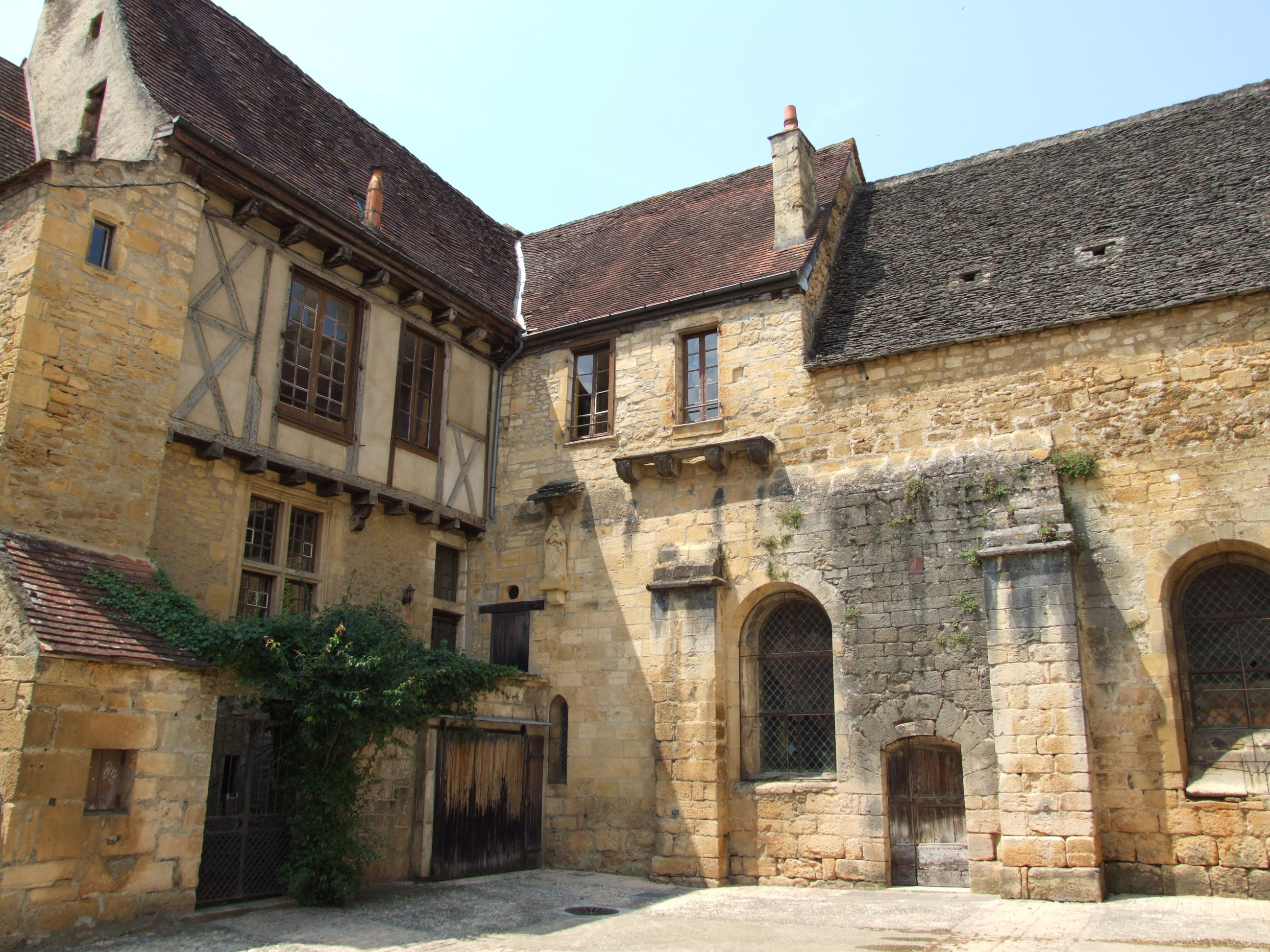
Sarlat
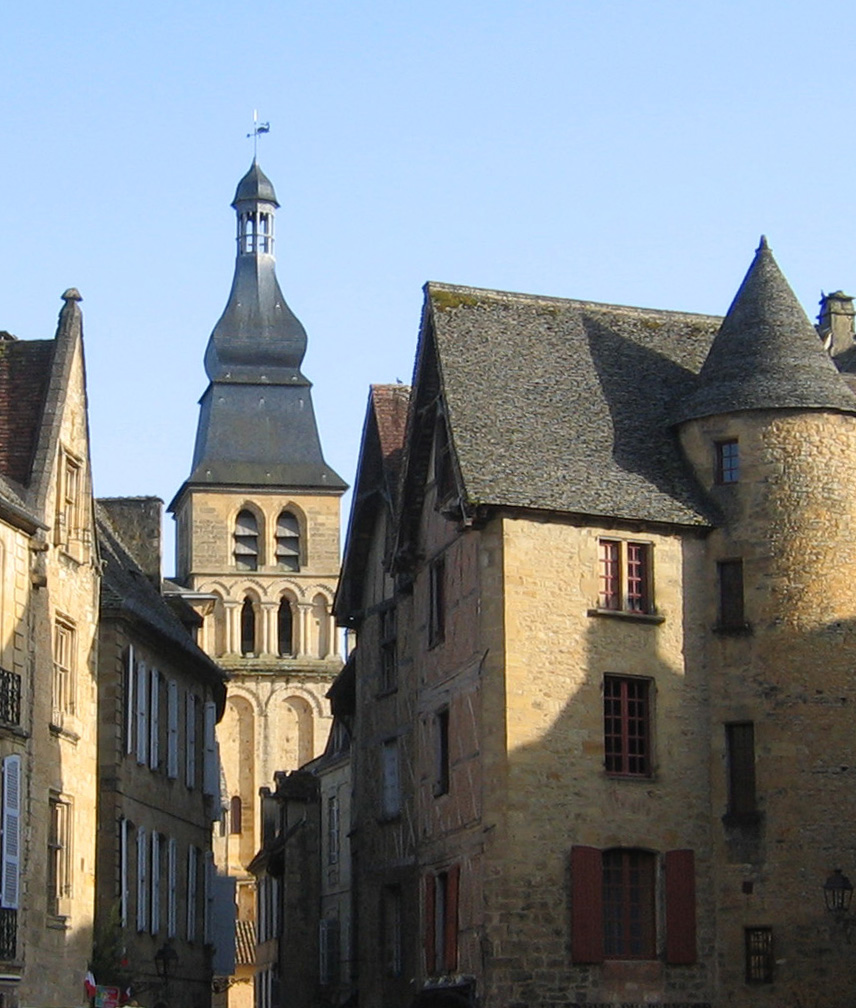
Katedrála
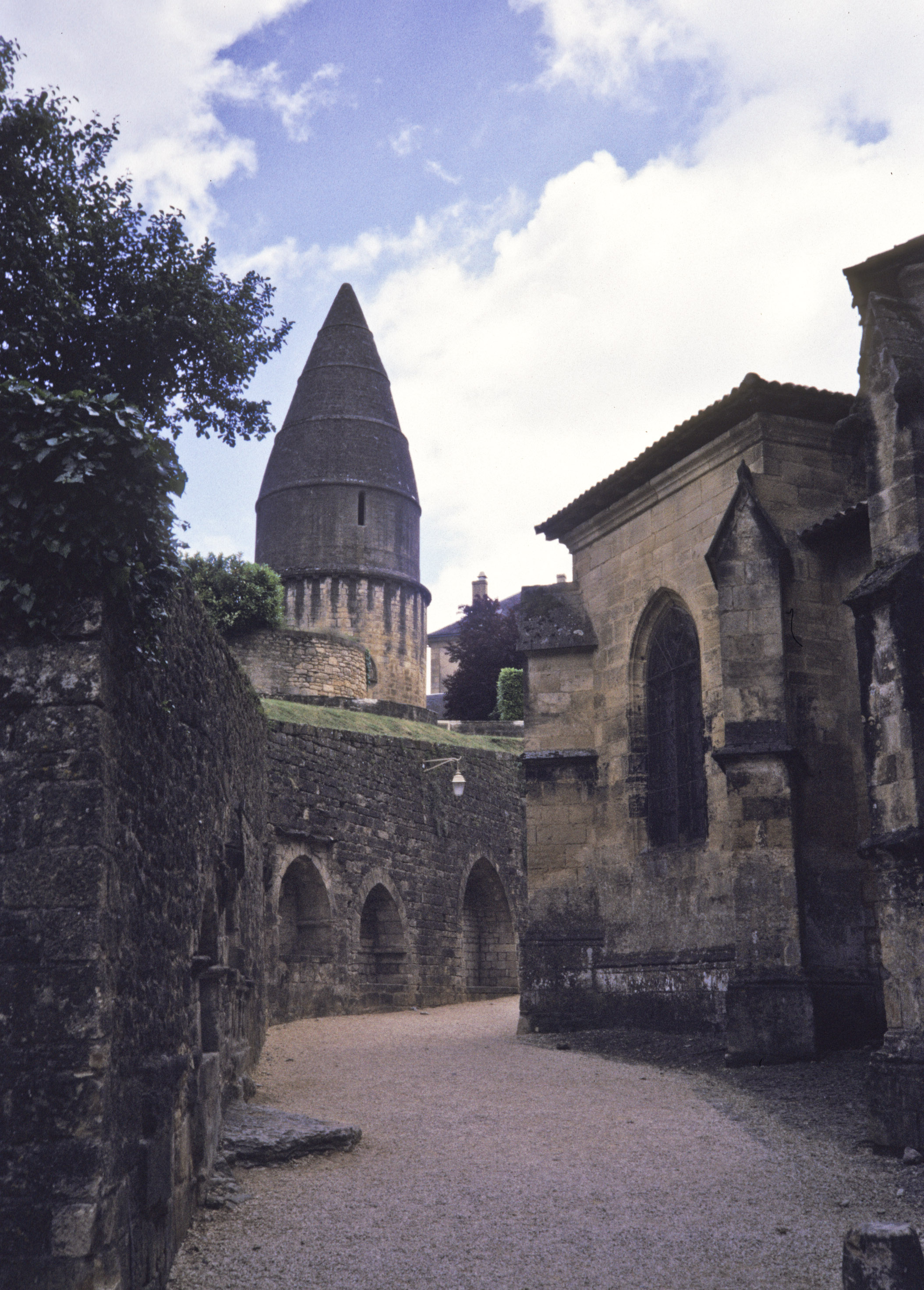
Hřbitov Saint-Benoît